# Bilbos Abschiedslied
Bilbos Abschiedslied (englisch Bilbo’s Last Song, Bilbos letztes Lied) ist ein Gedicht von J. R. R. Tolkien. 1966 schenkte Tolkien seiner Sekretärin Joy Hill dieses Gedicht. Nach Tolkiens Tod 1973 zeigte Hill das Gedicht dem Komponisten Donald Swann, dem es so gefiel, dass er es sogleich in Musik umsetzte und es 1979 in die zweite Edition des Musikzyklus The Road Goes Ever On einbaute. Das Gedicht wurde von Pauline Baynes, Tolkiens Lieblingskünstlerin, illustriert und 1974 erschien ein farbiges Poster. 1990 wurde das Gedicht letztendlich in Form eines Buches veröffentlicht, wiederum mit Bildern von Baynes. Das Lied wird von Bilbo Beutlin an den Grauen Anfurten gesungen, als er den Weg in den Westen antritt. Chronologisch kann man es anreihen an den dritten und letzten Teil des Herrn der Ringe, Die Rückkehr des Königs.

## Adaptionen
- Radio: Das Lied ist in der Radio-Adaption des Herrn der Ringe (1981) von BBC Radio 4, mit der Musik von Stephen Oliver, enthalten. Der erste Vers wird dabei von John Le Mesurier vorgetragen, der zweite Vers wurde ausgespart und der dritte wird von einem Jungen in Sopran gesungen.
- Filmtrilogie: In der Herr-der-Ringe-Filmtrilogie von Peter Jackson kommt das Gedicht nicht vor. Es wird am Ende durch das Lied Into the West von Annie Lennox ersetzt.
- Musik: Die Gruppe Clamavi De Profundis veröffentlichte das Lied 2020 mit eigener Musik.

## Inhalt
In Bilbos letztem Lied geht es um seinen Abschied von Mittelerde. Der Tag (oder auch sein Leben) endet bald, seine Augen sind schon getrübt und eine letzte Reise steht ihm nun noch bevor; die Fahrt in den Westen. Er wünscht allen Lebewohl, denn dem Ruf des Meeres kann er nicht widerstehen. Weit westlich des Westens ist ein friedliches Land, wo die Nacht still ist und der Schlaf Erholung bringt. Geführt von einem einsamen Stern wird er das gesegnete Land hinter dem entferntesten Hafen erreichen. Er ist bereit, in den Westen zu segeln und Mittelerde für immer zu verlassen.
In der von Pauline Baynes illustrierten Buchausgabe stellen die Bilder die Geschichten nach, die Bilbo von dem Zeitpunkt an erlebte als Gandalf erstmals an die runde Tür seiner Hobbithöhle klopfte. Szenen seiner Reise mit den Zwergen zum Erebor, auf der er Gollum begegnet und an deren Ende der Drache Smaug besiegt wird.
Möglicherweise ist das Lied eine Anspielung auf die englische Redensart „go West“, die eine Umschreibung für das Sterben ist.